# Mohammad Khodabanda

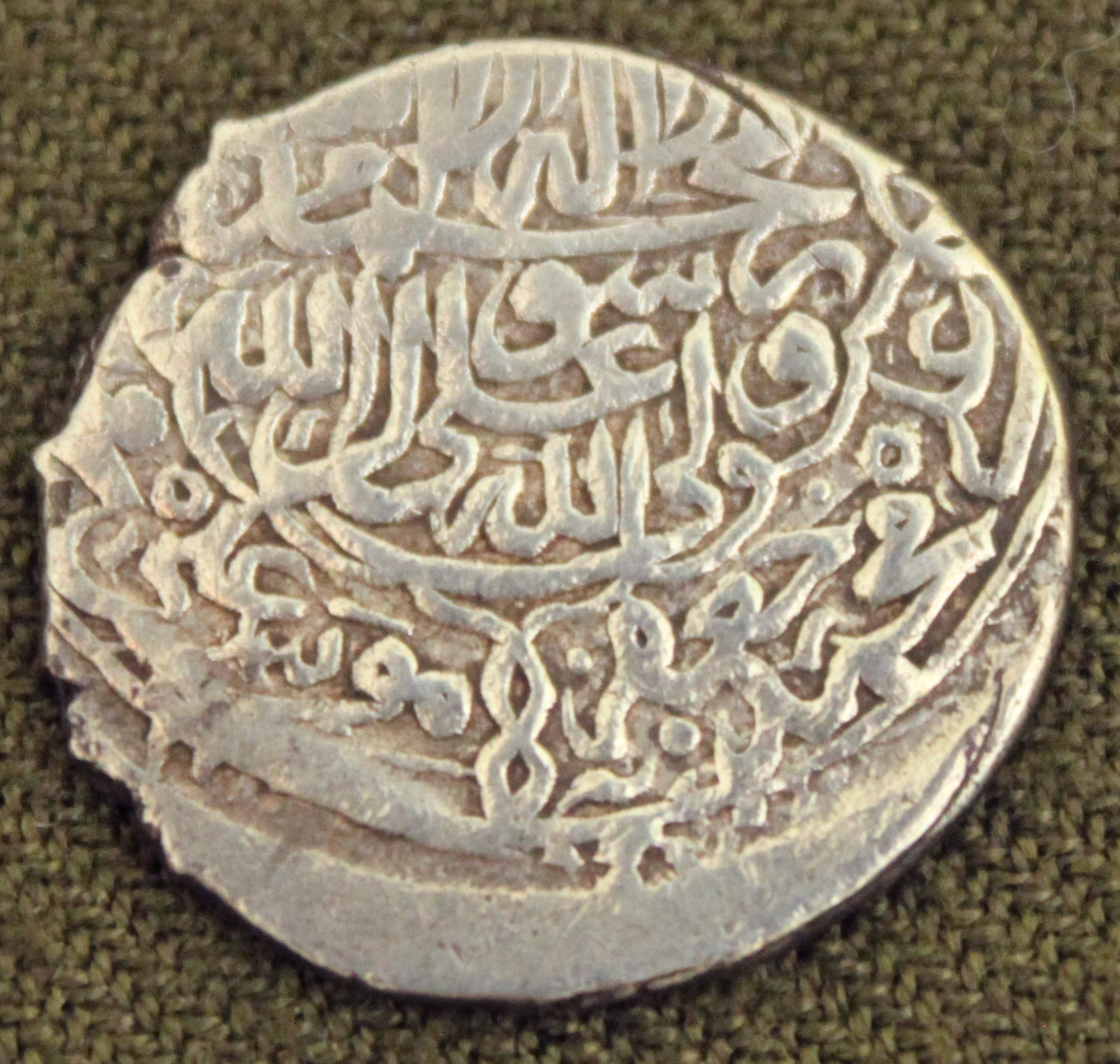
Munt van tijdens de regering van Mohammad Khodabanda

Mohammad Khodabanda of Mohammad Chodabende (Perzisch: شاه محمد خدابنده, Azerbeidzjaans-Turks Məhəmməd Xudabəndə) was een sjah van de Safawieden, een dynastie die lange tijd, van 1501 tot 1736, over Perzië/Iran  regeerde. Mohammad Khodabanda was de vierde sjah, hij regeerde van 1578 tot 1587. Zijn voorganger was Ismail II en zijn opvolger zijn zoon Abbas I.